# Rio FM
Rio FM é uma web rádio brasileira com sede no município do Rio de Janeiro, capital do estado homônimo. Operava no dial FM 102.9 MHz, com outorga em Niterói, cidade do mesmo estado, até ter sido substituída pela Rádio Cidade. Pertence ao Grupo JBFM, que também controla a JB FM e a Rádio Cidade.

## História
Entre 1977 e 2006, o Grupo Jornal do Brasil administrou a Rádio Cidade, emissora que se popularizou na década de 1980 com sua programação dedicada ao rock e sua plástica inovadora para o rádio FM da época. Em declínio na década de 2000, a emissora foi encerrada em março de 2006, sendo substituída pela Oi FM. Além desta, passaram pela frequência as rádios Verão (projeto provisório da estação) e Jovem Pan FM, esta última encerrada após falência do grupo que administrava, em 2013. A Rádio Cidade teve uma reestreia em 2014, encerrando novamente em julho de 2016 para a reestreia da Rádio Mania no dial carioca.
Em fevereiro de 2018, foi confirmado que a Rádio Mania iria deixar a frequência até o final do mês sob alegação de alto custo operacional. Porém, não foi divulgado um novo projeto para ocupar a frequência. No final do mês, a Mania confirmou a saída da 102.9 MHz, preparando mudança para a frequência 91.1 MHz do Grupo Bandeirantes de Comunicação.
Antes de sua estreia, foi iniciada uma expectativa nas redes sociais para a entrada de uma nova estação chamada Rio FM. A partir do anúncio feito pela Rádio Mania, foi revelado oficialmente que o projeto da nova emissora entrará no ar a partir de 1.º de março, dia do aniversário do Rio de Janeiro. A Rio FM tem formato popular e teve seu projeto de divulgação criado pela agência Elipse, que exalta "o espírito do carioca – seu lado ensolarado, alegre, esperto, capaz de reverter situações adversas, seu bom humor, seu jeito social e camarada". A emissora conta com profissionais que já trabalharam nas rádios Mania, Cidade, Fanática FM, Beat98 e FM O Dia.
No dia 18 de janeiro de 2019, houve a confirmação de que a Rio FM iria encerrar suas atividades, ficando na frequência até o dia 3 de fevereiro. No dia 22 de janeiro o Sistema Jornal do Brasil anunciou que depois de 3 anos fora do ar, a Rádio Cidade iria voltar a entrar no ar na frequência da Rio FM